# Mamood Amadu
Mamood Amadu, född den 17 november 1972, är en ghanansk fotbollsspelare som tog OS-brons i herrfotbollsturneringen vid de olympiska sommarspelen 1992 i Barcelona. 